# Església de Sant Feliu de Girona
Sant Feliu o Sant Fèlix és una basílica al Barri Vell de Girona col·legiata originària dels primers temps del cristianisme. Acull els oficis de la Parròquia Major de Sant Feliu del Bisbat de Girona, dita així perquè aquest era el temple principal de Girona abans de la construcció de la catedral. L'església és documentada des de l'any 882, tot i que l'edifici actual correspon bàsicament a la construcció gòtica del segle xiv, acordada pel capítol l'any 1313. L'edifici, amb un campanar que constitueix una fita essencial en la imatge monumental de la ciutat, ha estat declarat bé cultural d'interès nacional.
L'església es troba edificada en una prominència del turó damunt la qual s'estenia la major part de la ciutat romana. La construcció, en honor del màrtir sant Feliu, es va allargar des del segle xii fins al xvii i conserva bona part de l'edifici romànic, completat més tard amb les naus i les cobertes gòtiques i la façana barroca. A part del campanar gòtic, destaquen en el temple els vuit extraordinaris sarcòfags romans i paleocristians dels segles iii i iv, encastats als murs del presbiteri. Tradicionalment es considera que foren recollits al mateix lloc en construir-se l'església, la qual s'aixecaria sobre una antiga necròpolis. També és de destacar el sepulcre gòtic de Sant Narcís (1326-1328) realitzat en alabastre pel mestre Joan de Tournai.

## Història

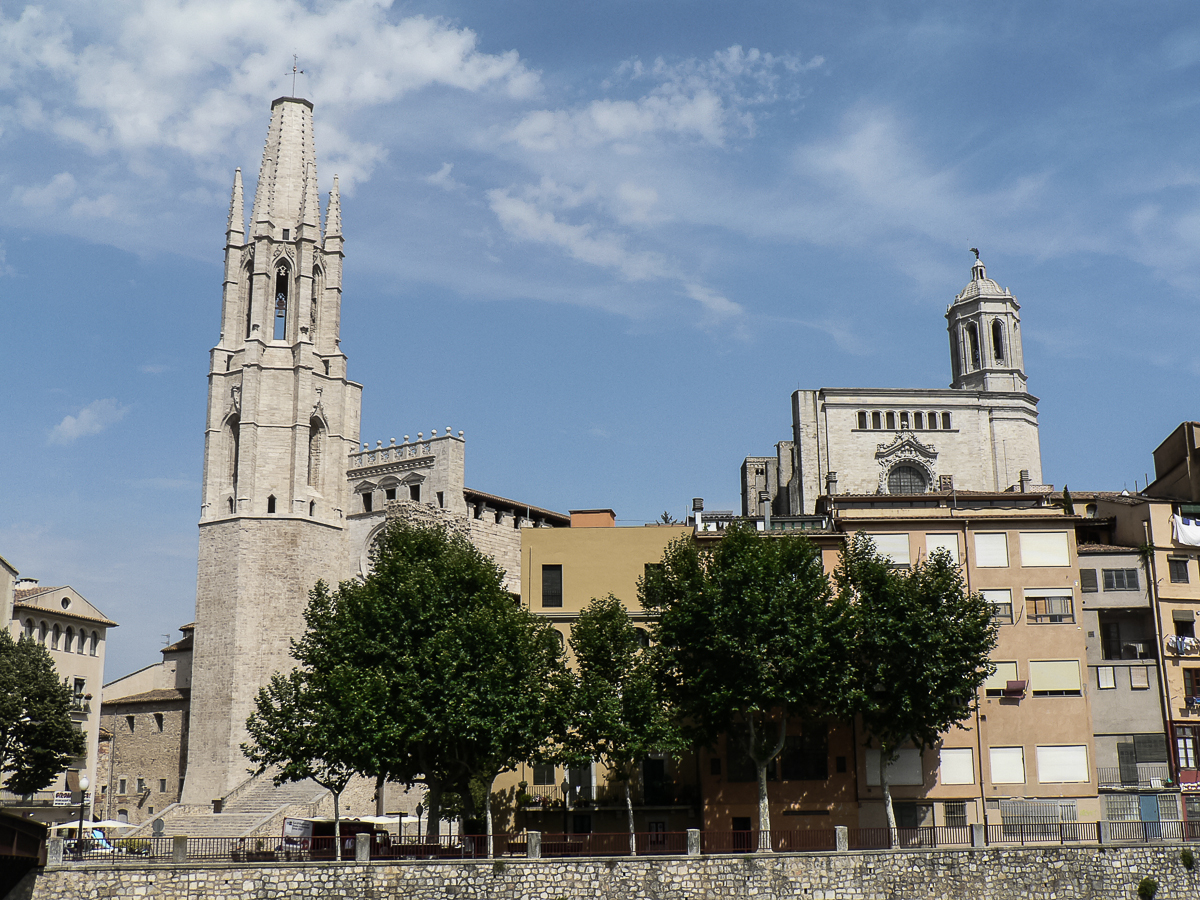
El temple de Sant Feliu amb el seu característic campanar i la catedral de Girona conformen un dels panorames inconfusibles de la ciutat de Girona

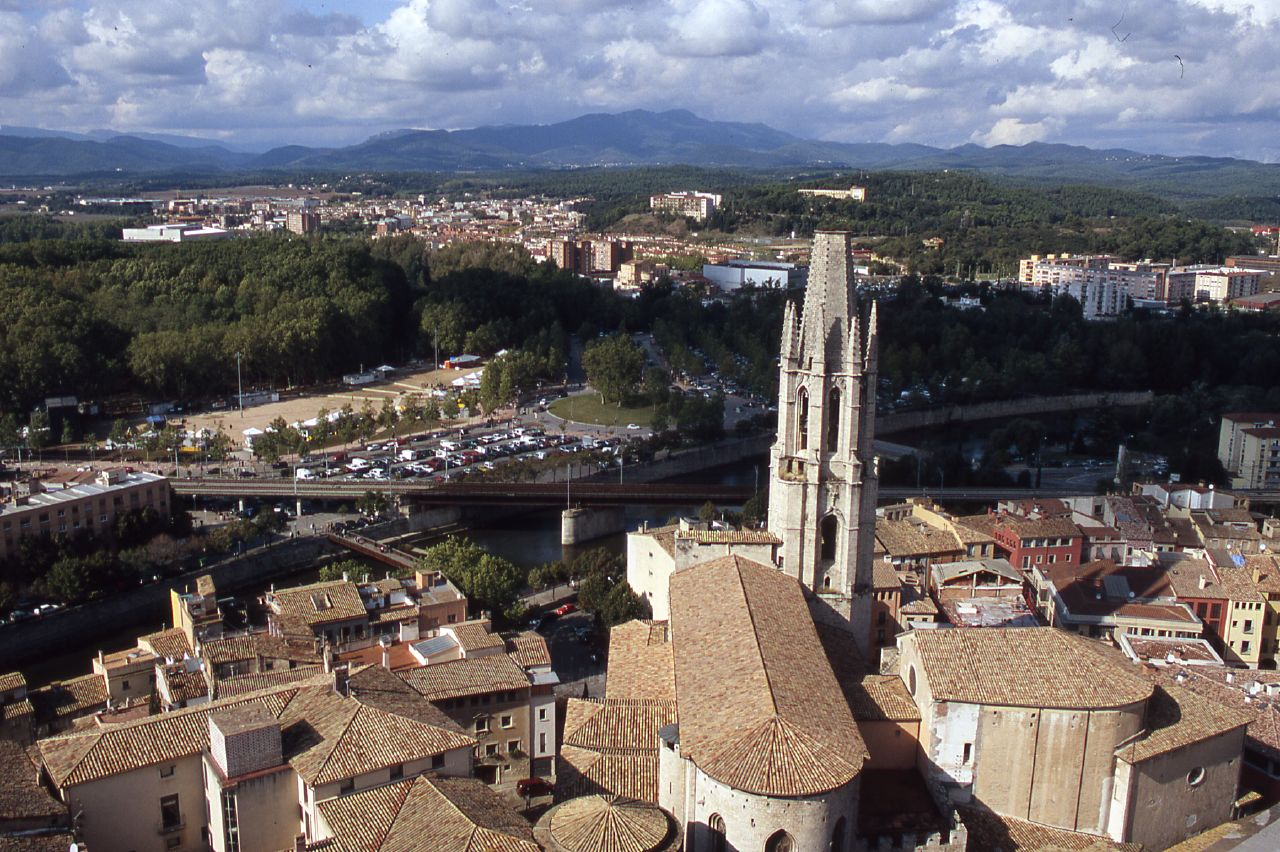
Sant Feliu i la Devesa
des del campanar de la Catedral de Girona

La primera referència a una primitiva comunitat cristiana és dels primers anys del segle IV: el poeta hispanoromà Aureli Climent Prudenci testimonia en l'Himne IV del Peristephanon o Himne de les Corones el martiri de Fèlix (Feliu) a la ciutat de Girona durant la persecució dels cristians dictada per l'emperador Dioclecià (303-305) amb aquestes paraules: “Parva Felicis decus exhibebit artubus sanctis locuples Gerunda" (La petita rica en santes relíquies mostrarà la glòria de Fèlix). El culte i la devoció al màrtir gironí va adquirir gran importància en els segles següents tant a la península Ibèrica com al sud de la Gàl·lia. Al costat de la via Augusta romana, a la sortida de Girona, hi hauria un temple martirial o martyrium paleocristià, bastit en l'indret on hauria mort el màrtir Sant Feliu o bé on hauria estat enterrat. Aquest centre martirial hauria esdevingut un dels centres més importants de pelegrinatge d'Hispània. Una dada que permet deduir el gran predicament del temple és que ja el rei Recared (vers l'any 590) va donar a l'església una corona d'or votiva que fou robada per Paulus per fer-se coronar rei a Narbona (638) i restituïda pel rei Vamba.
Més endavant, en el mateix indret s'hi va afegir la devoció a sant Narcís; el 1002 el papa Silvestre II esmentava les relíquies d'aquest sant, que es veneraven a Girona. La campanya d'excavacions a l'interior de la col·legiata de Sant Feliu realitzada el gener de l'any 2010 va permetre conèixer alguns detalls d'aquesta construcció. Es tractaria d'una construcció d'entre finals del segle vi i principis del segle VII que tenia planta en forma de creu i que estava formada per tres naus amb dues capelles laterals, situades simètricament a banda i banda. La campanya d'excavacions també va posar al descobert diverses tombes nobles dels segles vi i vii, que, segons tots els indicis, pertanyien als primers bisbes de la ciutat.
Durant l'ocupació musulmana de Girona (717) sembla que l'antiga església va tenir funcions catedralícies, ja que la catedral havia estat convertida en mesquita. Després de la conquesta franca de Girona l'any 795, s'hi va establir una comunitat de preveres regida per un abat, amb una vida canònica dependent de la catedral, a la qual restaria fortament lligada des d'aleshores. El 882 és documentada una canònica aquisgranesa. El primer abat conegut és Teudesind, esmentat el 949. Molts dels seus abats foren alhora bisbes de Vic, com Arnulf (993-1010) o Borrell (1013-17), arquebisbes de Tarragona (Berenguer de Vilademuls, 1167-94), bisbes de Girona (Guillem de Vilamarí, 1309-12) o de València (Vidal de Blanes, 1337-42). La comunitat fou reformada al segle xi, però no fou mai augustiniana i els seus membres seguiren el mateix tipus de vida que els de la catedral, fins al punt que molts dels seus membres eren a la vegada canonges d'ambdós llocs. Aquest fet fou prohibit pel bisbe Arnau de Montrodon el 1337. La puixança de la comunitat va començar a declinar a partir del segle xvi fins que el 1835 s'extingí i va passar a parròquia.
L'església actual es comença a construir durant els segles xi i xii. Es tracta d'una església romànica de la qual només se'n conserva la planta i l'alçat de la capçalera, ja que la resta de l'estructura és obra gòtica aixecada a partir del segle xiv i aconsegueix la màxima esplendor al segle xvi. L'església aconsegueix la seva longitud actual a finals del segle xv, la façana es va finalitzar a principis del segle xvii i encara, en el segle xviii, es va afegir la capella barroca dedicada a Sant Narcís. Les obres es van allargar tant en el temps perquè l'església va ser fortificada per diferents conflictes en nombroses ocasions al trobar-se fora de les muralles medievals. Això va dilatar la construcció, ja que una part significativa dels diners destinats a aquesta construcció es destinaren a les obres de fortificació.
Existeixen dades documentals de l'exterior de l'església de Sant Feliu abans de les grans modificacions del segle xiv les quals ens permeten fer-nos una idea de la seva ubicació en l'entramat de la ciutat. Aquestes són:
- Existia una escala a la banda de ponent que permetia salvar el desnivell entre l'església i l'areny de l'Onyar.
- El voltant de l'església era ocupat per cementiris. El de la banda nord rebia el nom de "cementiri dels claustres" i existia encara el 1631. El de la banda de migdia rebia el nom de "cementiri major" i en ell s'hi trobava una capella dedicada a sant Pau.
- L'església anterior a l'actual disposava d'un campanar situat a la banda nord de l'església i en construir-se l'actual campanar, prengué el nom de "cloquer vell".
- Annex a l'església es trobava el refectori de la canònica que servia per a les reunions de capítol. Era prop del "portal de Balaguer", i per la banda d'orient afrontava amb el claustre. Va ser enderrocat el 1374, en el curs de treballs de fortificació.

Aquest temple romànic era inacabat quan va ser destruït parcialment l'any 1285 en el setge a la ciutat del rei francès Felip III l'Ardit (juny-setembre 1285). Aquesta construcció estava aturada a l'altura del trifori. A principis del segle xiv es va optar per refer l'edifici, treballs que començaren a partir del 1309 sota la direcció d'Arnau Estany. Les feines de construcció es van realitzar en diferents fases: entre 1315 i 1321 s'executaren les obres de l'absis, el 1349 la capella del Sant Sepulcre (aquesta capella fou enderrocada més tard i l'espai que ocupava és ara l'accés a la capella de Sant Narcís, entre 1357 i 1360 es va construir en la part sud un claustre gòtic, el qual va ser posteriorment desmuntat per millorar la defensa de l'església enfront d'atacs francesos. El 1368 s'iniciaren les obres del campanar gòtic de forma octogonal, obra de Pere Sacoma, les quals no finalitzaren fins al segle xvi tot mantenint l'estil gòtic. Un cop acabada la construcció del campanar, i ja en el segle xvii, es va executar la façana barroca prenent com a model la de la Catedral de Girona i la de l'església de Sant Martí Sacosta. L'obra es va realitzar en dues fases: la primera, entre 1605 i 1607 va ser encarregada als picapedrers Felip Regí i Joan Jausí i la segona fase va ser contractada el 1610 a Felip Regí i es va acabar el 29 d'abril de 1629. La concepció de la façana es va fer seguint el llibre de Jacopo Vignola “Regola delli Cinque Ordini d'Architettura” (1562) que circulava en versió castellana de Patricio Caxesi d'ençà 1593.
Finalment, entre els anys 1782 i 1792 es va construir la capella de Sant Narcís, encarregada pel bisbe Tomàs de Lorenzana a l'arquitecte Ventura Rodríguez amb pintures de Manuel Tremulles i en la que es va instal·lar un reliquiari d'argent on va traslladar-se el cos del Sant.
L'any 1835, però, va esdevenir una simple parròquia. A principis de la guerra Civil, el 1936, el temple fou assaltat i patí diverses destrosses. El 2011 el papa Benet XVI va atorgar el títol de basílica menor a l'església a instàncies del bisbe de Girona, Francesc Pardo, esdevenint la segona de les comarques gironines després de Santa Maria de Castelló d'Empúries. Va ser consagrada el 9 d'octubre de 2011 com a basílica menor en una missa d'Acció de Gràcies presidida pel cardenal Antonio Cañizares i el bisbe de Girona, Francesc Pardo.

## Arquitectura

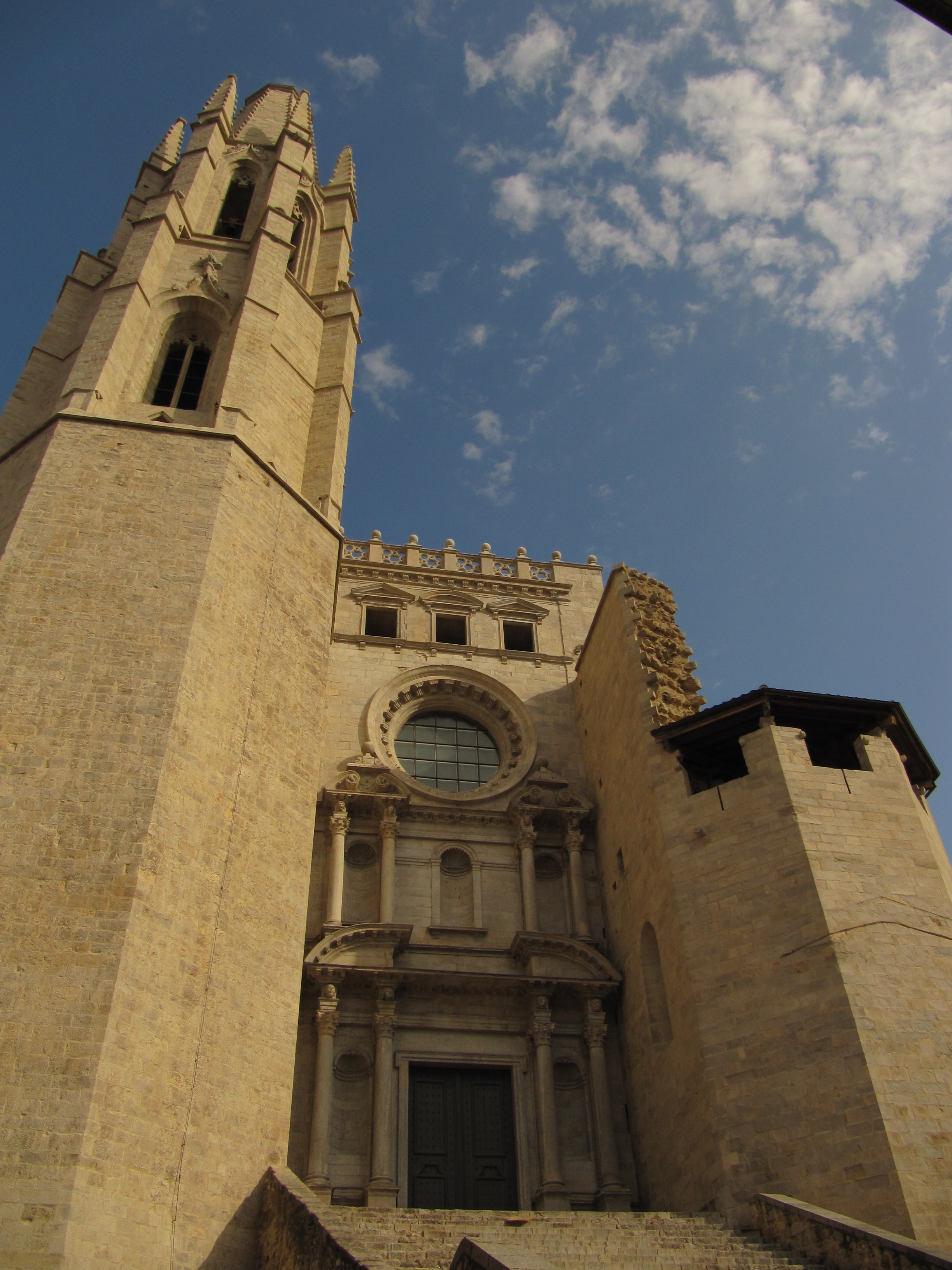
Façana barroca de l'església de Sant Feliu

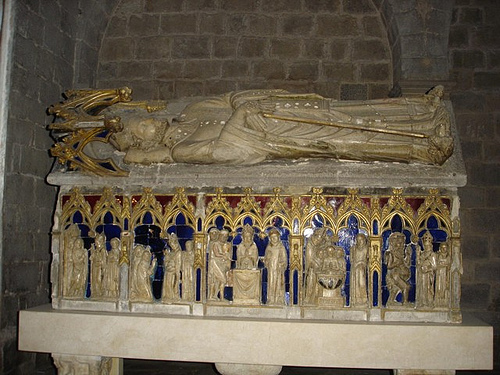
Sepulcre gòtic de Sant Narcís

Per la posició extramurs, l'església de Sant Feliu, fou fortificada en més d'una ocasió i és el fruit de diverses etapes constructives i presenta per tant diversos estils arquitectònics. En destaca el seu campanar, que constitueix una fita essencial en la imatge monumental de la ciutat.
De la primitiva església romànica, dels seglesxii-xiii, conserva només la planta basilical. L'edifici actual fou bastit a partir del 1313 en estil gòtic. El 1318 s'acabà de construir el presbiteri, i el 1326 es cobrí la nau amb volta de creueria, amb tercelets. Només el braç esquerre del creuer conserva la volta de canó romànica. La transició entre els dos estils és resolta sàviament per un trifori, poc freqüent en el gòtic català, amb finestres coronelles d'arc de mig punt. A mitjan segle xiv, entre 1357 i 1368, es construí també un claustre gòtic, però aviat (1374) s'hagué d'enderrocar per raons defensives. En resten quatre arcades muntades a la porta de migdia.
L'element més destacat és el campanar, iniciat el 1368 sota la direcció del mestre d'obres gironí Pere Sacoma, i que a causa de les obres de fortificació de l'església no fou acabat fins al 1392. La punxa massissa, més pròpia del gòtic nòrdic, era rematada per una agulla que fou escapçada per un llamp el 1651.
El 1601 s'edificà la façana barroca, obra del picapedrer gironí Llàtzer Cisterna. Té una composició, que recorda solucions de retaules contemporanis, amb les fornícules sense imatges i un gran rosetó, fou recollida molt posteriorment per Pere Costa a la façana de la catedral (1730). La façana resta entre el campanar i l'altra torre bessona que restà inacabada.
Finalment, entre 1782 i 1792 fou edificada la capella de Sant Narcís, al lloc de l'antic claustre. De planta el·líptica, fou decorada amb pintures murals de Manuel Tramulles, avui molt malmeses. La capella, que fou restaurada a principis de segle xx per Rafael Masó i el pintor Dàrius Vilàs, guarda un retaule gòtic del segle xv, atribuït a Joan de Borgonya.
A l'interior de l'església, a les parets laterals del presbiteri, es conserven vuit sarcòfags romans i paleocristians, dels segles iii i iv, encastats a les parets del presbiteri. Foren trobats arran de la construcció de l'església, que ocupa el lloc d'un antic cementiri romà, i són d'un valor extraordinari.
També cal esmentar el sepulcre gòtic de Sant Narcís, obrat probablement per Joan de Tournai (1328), i un Crist jacent d'alabastre, única resta del grup del Sant Sepulcre, que cal considerar obra del mestre Aloi de Montbrai (1350).
Conserva un relleu gòtic de la Verge i el Nen, realitzat el 1504 per Joan Dartrica i que formava part del retaule de Sant Feliu, desmuntat el 1936 i portat en part al Museu d'Art de Girona. També conserva una imatge barroca de Sant Josep.
El 1989 la Generalitat de Catalunya, la Diputació i el bisbat de Girona signaren un conveni de col·laboració conjunta per a les tasques de restauració de Sant Feliu. Des d'aleshores s'han dut a terme diverses obres de connexió i restauració global de l'edifici.

### Façana i campanar
La façana és barroca, de traces molt senzilles i encaixada entre la torre campanar i una torre bessona inacabada. Es compon de dos cossos amb quatre columnes cadascun. Entre aquestes columnes hi ha cinc fornícules sense Sant titular. Al damunt de les quatre columnes inferiors hi havia quatre caps, dels quals un ha desaparegut, obrats pels mestres picapedrers Felip Regi i Joan Jausi, entre els anys 1605 i 1610. Sobre aquests dos cossos hi ha un gran rosetó i al damunt d'aquest, tres finestres amb frontons alternants. Una cornisa i una balustrada limiten la façana per la part superior. Dissenyada per Llàtzer Cisterna, picapedrer de Pedret, l'any 1601.
El campanar està format per tres pisos assentats sobre una torre de base octogonal. Els intermedis de les finestres es perllonguen en esvelts pilars rematats per nou agulles dentades. Tot el conjunt és remarcat per una agulla massissa, atípica del gòtic català i d'origen nòrdic, que va ser escapçada per un llamp el 10 de gener de 1651. El campanar de Sant Feliu creà escola i va ser imitat en les esglésies de Sant Martí Vell, Fornells de la Selva, Cassà de la Selva, Bordils i la Pera. A la part oposada de la façana principal es va començar la construcció d'un altre de planta igual, però les obres s'aturaren en arribar a l'alçada de la façana.

### Les campanes

#### Antigues
Fins a l'any 1936 el campanar albergava 6 campanes: La Feliua, la Narcisa, la Cincnous, la Bramamorts, la Peixetera i la Petita; totes destruïdes a l'inici de la Guerra Civil Espanyola.

#### Actuals
Les cinc campanes actuals es fongueren als anys 40 del segle xx. Són campanes de baixa qualitat degut a l'època de post-guerra. Són d'ús exclusivament manual i s'utilitzen de manera extraordinària.
| Noms                        | Fonedor                        | Any  | Boca (cm) | Massa (kg) |
| --------------------------- | ------------------------------ | ---- | --------- | ---------- |
| Esperança, Rafaela i Camila | Rosas Vidal, Manuel (València) | 1945 | 55        | 125        |
| Josefa, Joana i Afra        | Mestres, Manuel (Barcelona)    | 1946 | 60        | 150        |
| Trinitat, Joaquima i Maria  | Mestres, Manuel (Barcelona)    | 1946 | 70        | 250        |
| Narcisa, Antònia i Joana    | Rosas Vidal, Manuel (València) | 1946 | 80        | 500        |
| Feliua, Lluïsa i Caterina   | Rosas Vidal, Manuel (València) | 1946 | 100       | 1000       |

### Arcades del claustre
La porta meridional de Sant Feliu conserva a ambdós costats, unes ogives procedents del derruït claustre gòtic, situat antigament al lloc on ara hi ha la capella de Sant Narcís. Se'n conserven quatre arcades i cinc columnes amb capitells que les sostenen.
L'antic claustre, format per vuit parells de columnes a cada galeria, fou construït durant el període 1357-1368 pel mestre picapedrer Arnald Estany i enderrocat l'any 1374 per ordre de Pere el Cerimoniós per necessitats de guerra (la campanya de l'Infant de Mallorca contra el rei d'Aragó). El 1378 el comte d'Urgell va comprar 25 parells de columnes a 50 sous el parell. L'ordenació reial que decretà l'enderroc del claustre preveia la fortificació del temple i la construcció d'un portal de fusta que enllacés l'absis de Sant Feliu amb la torre de Sobreportes.

### Policromia gòtica
Durant l'any 2009 es va restaurar l'interior del temple i en netejar les voltes i els nervis de la nau central es va descobrir que conservaven la policromia d'època gòtica que havia estat tapada amb una capa de calç durant el barroc. Les ornamentacions de les quatre claus de volta més properes a la façana principal del temple són del segle xv. Tenen pintures de colors vius que també recobreixen part del sostre amb motius com dracs (que en aquella època eren una al·legoria del mal), sants, caçadors i ornamentacions florals. Pel que fa a les sis claus de volta més properes a l'absis i al presbiteri, aquestes es van pintar a principis del segle xiv, i presenten decoracions més pròpies del romànic tardà o principis del gòtic. Són més arcaiques i les policromies només s'estenen als nervis i tenen formes molt més simples i geomètriques, com puntes o corones. Des del presbiteri en endavant, els relleus de les claus representen, respectivament, un pantocràtor en majestat, un escut de Catalunya fet amb tres barres, Sant Feliu amb una palma del martiri i l'evangeli, l'escut de Girona, una mare de Déu amb el Messies a la falda i el martiri de Sant Feliu. Tots els relleus es van cobrir durant el segle xiv amb pintura feta a partir de resines de coníferes mesclades amb pigments naturals i oli de llinosa.
En el presbiteri, orientat a llevant, s'hi obren tres grans finestrals amb vitralls que daten de 1945. El retaule és posterior a l'any 1936 però en ell part de l'antic retaule gòtic, concretament les escultures dels apòstols envoltant la gran imatge gòtica de la Verge Maria i el nen va ser aprofitat. D'aquest retaule gòtic, la part que corresponia a les sis taules de la vida de sant Feliu, obra de Joan de Burgunyà, ara es guarden al Museu Diocesà de Girona (Museu d'Art). S'hi pot observar també les imatges de sant Narcís i sant Feliu a banda i banda de la reixa que tanca el presbiteri.

### Altres elements
A l'interior de la sagristia hi ha quatre impostes que suportaven el bigam del cor de la capella-reliquiari de Sant Felip i de Sant Narcís, que passà a ser sagristia principal. Les quatre impostes tenen forma de cap d'home, forma de cap de bèstia, forma de cap d'animal i forma de cap de persona, respectivament.
Hi ha una ossera de pedra, sostinguda per mènsules. Al centre de la part frontal hi ha una inscripció il·legible degut a l'erosió. Flanquejada per dos relleus iguals amb una figura vuitlobulada on s'inscriu un escut emmarcat on s'hi representa un lleó rampant.
Destaca també el Sepulcre de Pere de Requesens, qui fou abat entre el 1216 i el 1228. El seu sepulcre és de marbre blanc adossat a la paret meridional de l'església. Hi ha una inscripció: "FORMA VENUSTATIS, SCOLA IURIS, VAS PROBITATIS, PRIMAS JUSTICIE, FONS DOGMATIS, ARCA SOPHIE, ISTE FUIT PETRUS, PIUS ABBAS, DOGMUS ET EQUS, SUMPLIBUSQUE DONIS ASCENDIT CULMEN HONORIS, MORS MALA, MORS SEVA, QUAN CUNCTIS INTULIT EVA, FOELICIS FESTO CAPIT ISTUM FUNERE MESTO, QUESUMUS, O CHRISTE, CUM SANCTIS GAUDEAT ISTE, GLORIA SOLAMEN SIS ILLI CELITUS, AMEN OBIIT ANTEM KAL, AUGUSTI ANNO DNI MCCX, II"
També hi ha un sepulcre romànic sostingut per quatre mènsules, ornamentat amb dos àngels envoltats d'estrelles els quals sostenen el disc solar amb l'anyell místic. A cada costa del vas hi ha una creu llatina potençada. Columna salomònica amb el capitell corinti i la base. De talla. Daurada amb pa d'or. Com sol ser corrent, a les volutes del fust de la columna s'hi enfilen raïms i pàmpols. Prové d'un antic altar, avui desaparegut. Segurament prové del cementiri que hi havia en aquest indret. En llatí es pot llegir que Guillem Arnau de Cilari morí el 4 de juny de 1190 i que Arnaleta, la seva filla, casada amb Arnau de Struç morí el 7 de les calendes de setembre de 1204.
Pel que fa als mausoleus, n'hi ha dos. El primer mausoleu fou projectat per l'arquitecte Marià Sureda i executat pels escultors Jeroni Suñol i Joan Figueres. Fou inaugurat el 2 de maig de 1880 traslladant les despulles del general des d'una urna en la que estaven des de l'any 1816. El segon mausoleu fou erigit en honor de les heroïnes de Santa Bàrbara, companyia fundada pel mariscal Álvarez de Castro en una instrucció de 3 de juliol de 1809. Estava formada inicialment per 200 dones amb la missió d'assistir als ferits en el setge de Girona del general Saint-Cyr el qual reconegué el seu heroisme com consta en el "Journal des operations de l'armée de Catalogne, en 1808 et 1809". Fou inaugurat el 4 de juny de 1925 pels reis Alfons XIII i Victòria Eugènia.
En relació amb el sepulcre de Sant Narcís, el primer sepulcre de Sant Narcís fou costejat per l'Ajuntament de Girona, segons consta en la inscripció que es llegeix a la part frontal d'aquest sepulcre: PATRONO SUO PRAESANTISSIMO SENATUS GERUNDENSIS XV CALENDAS APRILIS ANNO MDCCC. Del segon sepulcre sabem que l'any 1328, el mestre Joan realitza aquest sepulcre a expenses del Canonge Guillem de Sucarats i del capítol col·legial. La majoria d'autors identifiquen aquest autor amb Joan de Tournai. Segons explica la tradició, des de la construcció fins al final del segle xviii, va guardar les relíquies del sant. En aquest moment el bisbe Lorenzana ordenà el trasllat a la capella i sepulcres actuals. És una obra de caràcter realista i dinàmic, amb predomini de les formes plenes, especialment cúbiques, més properes del gòtic flamenc que no pas del català. Els sarcòfags romans de Sant Feliu provenen segurament d'una necròpoli tardorromana que estaria situada en el mateix lloc de l'església. Estaria fora la muralla al costat de la porta nord, avui coneguda amb el nom de Sobreportes. Devien ser trobats en el moment de la construcció de l'església.

## Capelles laterals

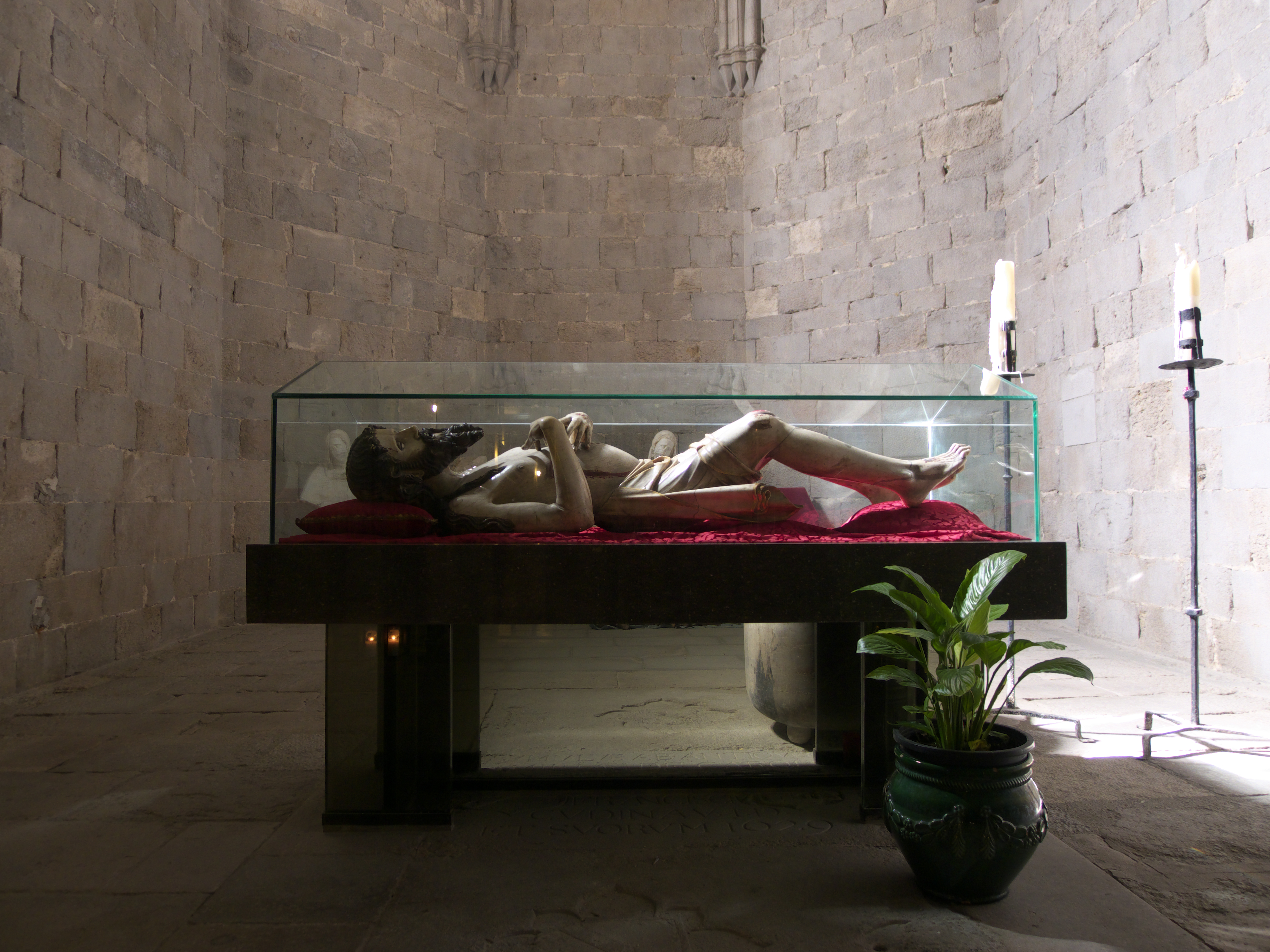
Estàtua d'alabastre del Crist jacent, obra d'Aloy de Montbrai (1350) que formava part d'un grup escultòric dedicat al Sant Enterrament. situada a la capella del Corpus Christi.

Situant-nos a la porta sud i seguint la nau en sentit contrari a les agulles del rellotge trobem les següents capelles laterals.

### Capella de santa Anna
Situada sota la torre sud, correspon al baptisteri, on hi ha la pica d'aigua beneïda. Fou altar fins al segle xvi.

### Capella de la Mare de Déu dels Àngels o del Corpus Christi
Situada més enllà de la porta principal, sota el campanar. Fou bastida entre el 1374 i el 1388. Entre el 1380 i el 1383 s'hi va construir l'escala de cargol que puja al campanar. S'hi pot admirar l'estàtua d'alabastre del Crist jacent, obra d'Aloi de Montbrai (1350) que formava part d'un grup escultòric dedicat al Sant Enterrament.

### Capella del Santíssim
On també s'hi venera el sant Crist de la Confraria de la Passió i Mort que tanca la processó del Sant Enterrament del Divendres Sant. Al 1925 Rafael Masó va dur a terme una reforma d'aquesta capella que encara es conserva.

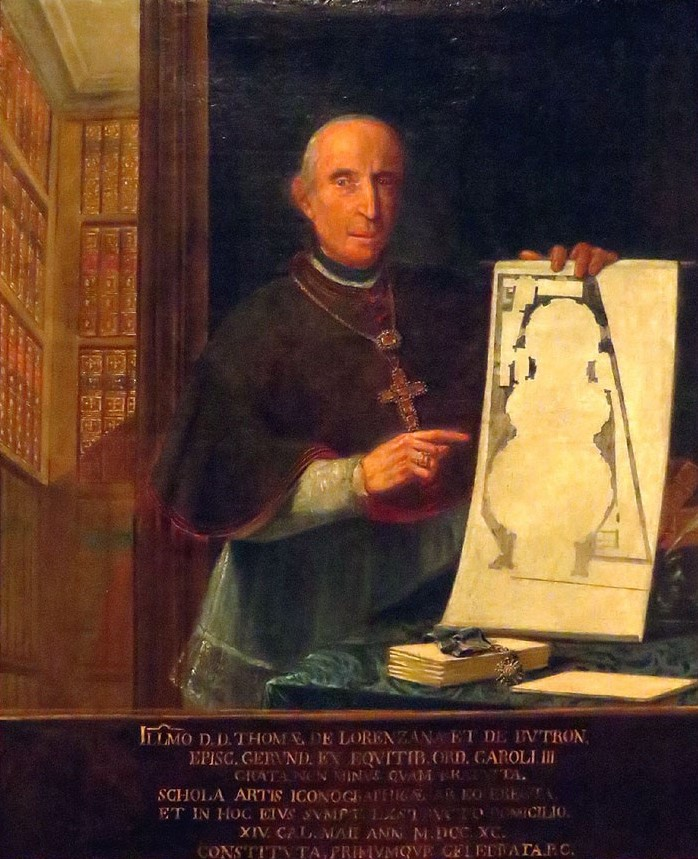
Bisbe Tomàs de Lorenzana, la planta que sosté el bisbe a les seves mans correspon a la capella dedicada a Sant Narcís, que es troba a l'interior de l'església de Sant Feliu.

### Capella de sant Narcís
De factura barroca i forma el·líptica, realitzada per l'arquitecte Ventura Rodríguez amb pintures de Francesc de Tremulles. Va ser construïda entre els anys 1782 i 1792, la primera pedra va ser col·locada pel Bisbe Tomàs de Lorenzana. S'hi venera el bisbe i màrtir Sant Narcís, patró de Girona. Les parets són de diaspre de diversos colors extrets de la muntanya de Sant Miquel i les voltes estan decorades amb una pintura al fresc del pintor català Tramulles. A banda i banda es veuen les sepultures d'Álvarez de Castro i de les Heroïnes de Santa Bàrbara. Al creuer nord, sota un massís d'arc semicircular, sostingut per unes pilastres toscanes, hi ha instal·lat els vestigis més antics del culte a sant Narcís: El sarcòfag primitiu (s. XIII), el sepulcre gòtic de Joan de Tournai (1328) i el quadre que recorda el miracle de les mosques (1675) obra també de Francesc de Tremulles. Damunt de les portes laterals es poden veure diverses banderes i trofeus de guerra guanyats durant els Setges de 1808 i 1809. També s'hi troba una vitrina encarregada pels Srs. Bibern a Rafael Masó destinat a contenir les espases dels seus avantpassats.

### Capelles al costat dret del presbiteri
Al creuer sud, hi ha dues absidioles amb les capelles de la Mare de Déu del Remei i de Sant Josep, a més de les imatges del Sagrat Cor de Jesús, Sant Salvador d'Horta i Sant Agustí.

### Capella del Sagrat Cor de Maria
situada al costat de la porta sud. Hi ha col·locat el sarcòfag dels Sitjar en el que es pot veure representats dos àngels sostenint un sol amb anyell que porta una creu en el seu interior. Porta una inscripció datada el 1214. Aquest sarcòfag abans es trobava a l'exterior, al costat de la portada sud, on ara hi ha una reproducció.
S'hi conserva un valuós mobiliari, a més del que es guarda al Museu d'Art de Girona.

## Vuit sarcòfags

### Sarcòfag del rapte de Proserpina

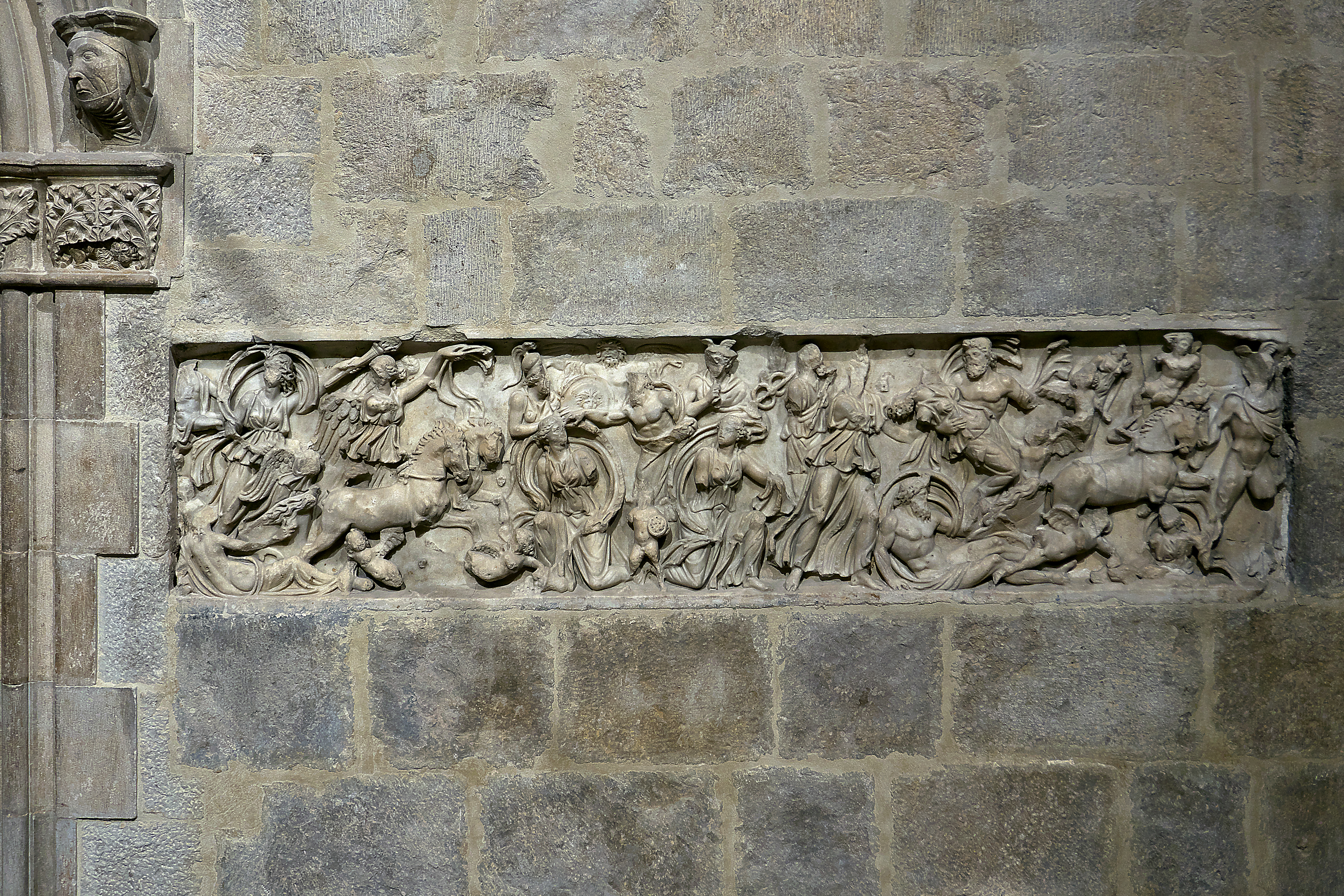
Imatge del sarcòfag romà encastat a la paret

Fet de marbre de 215x56 cm. Representa el mite del rapte de Proserpina per part de Plutó. Les escenes es distribueixen en un fris continu. Partint de l'extrem dret es distingeixen tres grups de figures. El primer està dominat per la representació de Ceres en un carro estirat per dos cavalls per sobre dels quals vola la figura alada de Caligo. Per sota trobem a Tellus estirat a terra, amb petit Eros al seu costat mentre que dos més se situen als peus dels cavalls. A l'angle superior apareix una figura masculina que s'identifica amb una personificació d'una muntanya. En el grup central trobem Plutó en el moment que intenta apressar Proserpina, la qual, mig agenollada i amb el vel flotant intenta evitar-ho. Al seu costat Venus, Minerva, Mercuri i Cronos. El terç esquerre està ocupat per la representació del moment del rapte amb el carro. Se suposa que fou realitzat en un taller romà. García Bellido el data a finals del s. II dC. Koch i Sichtermann, en una data més recent a l'entorn de l'any 230. Presenta moltes semblances amb un que tracta el mateix tema conservat al Museu d'Arqueologia de Catalunya.

### Sarcòfag de la cacera dels lleons
Realitzat en marbre blanc fa 219x61 cm. La cara frontal és decorada amb quatre escenes diferents, referides a la cacera del lleó. Apareixen diversos caçadors a cavall, un atacant un lleó i una lleona, un altre caçador i peons en segon terme. Al centre apareix, darrere un genet, una figura femenina amb una toga i un carcaix que s'ha identificat amb la personificació de la virtut. N'hi ha un de semblant a l'església de Sainte Aphrodise (Beziers).

### Sarcòfag de la multiplicació dels pans i els peixos
Realitzat en marbre fa 210x57 cm. Hi ha una recerca de la simetria en la disposició des personatges. Al centre hi ha l'escena que li dona nom, on destaca la simbologia de l'eucaristia reforçada per l'escena del miracle de Canà i completada per la idea de perdó i conversió que es desprèn de la resta d'escenes. Als costat del grup central apareix l'escena de la conversió de l'aigua i el vi i la curació del cec. A continuació, a l'esquerra, la curació del paralític i al costat oposat l'escena de les negacions de Pere. Als extrems se situen les altres dues escenes que formen la trilogia del sant: la de la font, a la dreta i la de l'arrest a l'esquerra.
Pel seu estil és considerat d'època constantiniana i, per tant, datat posteriorment a l'any 315 dC. Conserva, però algunes característiques de l'època tetràrtica, especialment l'estreta composició, les figures en segon terme i els tipus de cara ovalats.

### Sarcòfag de Susanna
Realitzat en marbre blanc fa 208x56 cm. A la part frontal hi ha cinc grups representant les escenes en relació al tema bíblic de Santa Susanna. A la primera apareix la santa vestida amb túnica i vel aixecant el braç dret mentre que a l'altre hi porta un cofre o un còdex. La figura està emmarcada per dos arbres entre els que s'estén una cortina. A banda i banda apareixen els vells amb túnica i pal·li. La segona escena es desenvolupa davant l'entrada d'una casa de la que en veiem el frontó, dues finestres, el sostre i els capitells de les columnes de l'entrada. Al davant apareix Susanna en posició frontal entre els dos vells i dos servidors. La tercera és el judici. La santa apareix dreta i voltada de diverses figures familiars. La quarta representa la proclamació de la innocència de la santa i a la darrera els dos vells en actitud suplicant.
Estil tetràrtic. Cronologia entre els anys 300 i 315 dC. Per Botet i Sisó és un dels sarcòfags més notables trobats a Catalunya. Amb una iconografia nova pel que fa a les escenes segona (Susanna davant la casa) i quarta (els vells suplicant). Sotomayor assigna l'autoria d'aquest sarcòfag al mateix taller preconstantinià que realitzà l'exemplar n.191 conservat al museu de Letran.

### Sarcòfag de Sant Feliu
Fet en pedra amida 220x58 cm. A la cara frontal hi ha vuit escenes que segueixen esquemes força habituals. Hi destaquen les que formen la trilogia de Sant Pere: a l'extrem dret Pere fent sortir aigua de la roca davant els seus soldats, a l'extrem oposat i cercant l'efecte de simetria, es disposa l'escena de la resurrecció de Llàtzer. A continuació de l'escena de la font es representa l'arrest del sant per part de dos soldats i al lateral oposat, l'escena de la multiplicació dels pans i els peixos. La tercera de l'esquerra és la curació del paralític. La quarta de l'esquerra és l'anunci de la traïció de Pere. Entre aquesta i la curació del cec es representa el tema del miracle de Canà, on es converteix l'aigua en vi.
Segons alguns autors aquest és el sepulcre trobat el darrer terç del s. X pel Bisbe Miró i es trobava darrere l'altar major. Traslladat el 1607 al pilar del púlpit corresponent a la nau de l'epístola. Més tard, el juliol 1779 i segurament a instàncies del canonge Dorca, se situa sobre l'arc de l'altar major. Finalment l'any 1943 s'eliminà la pintura amb què s'havia cobert i es col·locà al lloc actual. D'època clarament constantiniana, caracteritzada per la manca de contrastos, un nou sentit de la línia, una forma gairebé cúbica dels caps i una composició menys bigarrada.

### Sarcòfag del Bon Pastor
Marbre blanc, 190x61cm. Presenta una decoració consistent en dues sèries d'estrígils disposades en sentit oposat. Al centre originen un espai ocupat per la figura d'un orant vestit, com és habitual, amb estola i pal·li i cobrint-se el cap. En els dos extrems els espais rectangulars sobrers estan decorats amb sengles figures del bon pastor, vestits amb túnica manicata, alícula, botes i "faciae crurales". Les figures sostenen un xai per les potes amb una mà mentre que a l'altra hi porten una gerra. Als seus peus hi ha un gos amb el cap aixecat. Les figures presenten actituds oposades i simètriques.
La majoria d'autors daten el sarcòfag entre el 300 i el 315 per presentar els trets característics dels relleus d'època tretràrtica com són els motius d'estrígils, la manca de volums i la recerca del contrast mitjançant la tècnica del clarobscur, l'ús abundant del trepant en nas, lacrimals i cabells, la forma ovalada dels caps i el tipus de pentinat en petits blens de les figures.

### Sarcòfag amb orant I
Marbre blanc, 195x54 cm. Presenta una decoració consistent en dues sèries d'estrígils disposades en sentit oposat que separen tres espais rectangulars. El del centre presenta la figura d'un orant, originàriament femenina però modificada afegint la barba i convertint la palla que cobria el seu cap en cabells. La flanquegen dues que s'interpreten com a apòstols o sants. En el plafó dret s'hi representa l'escena de Sant Pere a la presó. El sant porta barba, va vestit amb túnica i pal·li i mostra un gest d'inquietud. Els soldats que l'agafen, porten túnica curta, clàmide i el característic barret cilíndric. El plafó de l'esquerra recull l'escena de la curació del cec. Crist col·loca la seva mà sobre els ulls del cec, representat a una mida menor que la resta de les figures.
La figura de l'orant és un dels temes preferits de la primera meitat del s. IV. Segons Sotomayor la composició i l'estil són molt semblants a les d'un sarcòfag de Sant Praxeae a Roma, el qual permet parlar d'una procedència romana, potser també del mateix taller que hauria fet el sarcòfag de la cacera dels lleons. El sarcòfag de l'orant I presenta els trets característics dels relleus d'època tretràrtica. Es conserva un exemplar molt semblant al Museu d'Arqueologia de Catalunya, segurament provinent del mateix taller.

### Sarcòfag amb orant II
De marbre blanc, fa 221x48cm. Decorat amb fris corregut, hi ha fins a nou escenes en una composició bigarrada. Al centre hi trobem la figura de l'orant amb palla i estola. La primera escena de la dreta és una combinació del miracle de la font i l'arrest de Sant Pere que juntament amb la de la traïció formen la trilogia del sant. A continuació hi ha l'escena de la curació del paralític i en tercer lloc la multiplicació dels pans i els peixos. L'última escena és la curació del cec. A l'altre costat de l'orant està representada la Resurrecció basada en l'episodi bíblic que narra la visió del profeta Ezequiel. A continuació apareix Crist sobre la figura d'un lleó ajagut i al voltant del que es cargola una serp. L'última escena mostra el sacrifici d'Abraham.
Diversos autors (Sotomayor, Schlunk, Bovini, Palol) coincideixen a datar-lo als primers anys dels s. IV dC.